# Wiri-Diapá
Wiri-Diapá (Uiridiapa, Wiri Djapá, Wiri-dyapá, Wiri-diapá, Wiri-Dy) /wiri =queixada; pekari,/ pleme ili lokalna skupina skupine Kanamari Indijanaca, porodica Catuquinean, naseljeni u brazilskoj državi Amazonas na pritokama rijeke rJuruá: Itucumã, Xeruã, igarapé Três Bocas i igarapé Santa Rita. 

## Vanjske poveznice
- Katukina  Arhivirana inačica izvorne stranice od 9. veljače 2012. (Wayback Machine)